# Arno Claeys (wielrenner)
Arno Claeys (Gent, 20 april 2000) is een Belgisch voormalig wielrenner die in 2023 prof werd bij Team Flanders-Baloise. Zijn oudere broer Dimitri was prof bij onder andere Cofidis.

## Carrière
Als derdejaars belofte werd Claeys, achter Lennert Van Eetvelt, tweede op het nationale kampioenschap tijdrijden. Later dat jaar werd hij onder meer achttiende in het eindklassement van de Flanders Tomorrow Tour en dertiende in de beloftenversie van Luik-Bastenaken-Luik. In 2022 won hij de Grote Prijs van Honnelles, een Waalse amateurwedstrijd.
In 2023 werd Claeys prof bij Team Flanders-Baloise, dat hem overnam van Team Elevate p/b Home Solution Soenens. Door een knieblessure maakte hij pas in mei zijn eerste wedstrijdkilometers. Desondanks reed hij in zijn eerste seizoen als prof onder meer de Veenendaal-Veenendaal Classic en de Ronde van Noorwegen, waar hij in de slotrit deel uitmaakte van de vroege vlucht. Zijn tweede profseizoen begon in Frankrijk, waar hij deelnam aan de Grote Prijs La Marseillaise. Aan het einde van het seizoen werd zijn aflopende contract niet verlengd.

## Ploegen
- 2022 –  Team Elevate p/b Home Solution Soenens
- 2023 –  Team Flanders-Baloise
- 2024 –  Team Flanders-Baloise

Apers · Berckmoes · Bonneu · Braet · Claeys · Clynhens · Colman · De Pestel · De Vylder · De Wilde · Dens · Fretin · Gerits · Hesters · Maris · Van Hemelen · Van Poucke · Vandenbranden · Vanhoof · Verwilst
Bonneu · Claeys · Clynhens · Colman · Craps · De Vylder · De Wilde · Dejaegher · Dens · Deweirdt · Gerits · Hesters · Maris · Van Hemelen · Van Poucke · Vandenbranden · Vandenstorme · Vandevelde · Vanhoof · Vercouillie